# Soundwave
Soundwave es un personaje ficticio de la serie animada Transformers (1984), conocida entre los seguidores como Generación 1 (G1). Soundwave forma parte del ejército de los Decepticons como especialista en comunicaciones, además también hace otras apariciones en otras serie animadas de Transformers, como Cybertron, Animated, Prime y en las películas de acción real de Transformers (2 y 3).

## Ficha Técnica (G1)
| Título           | Oficial de comunicaciones de los Decepticons     |
| Alianza          | Decepticons                                      |
| Transformación   | Microcasete                                      |
| Lema             | "Los gritos y gritos son música para mis oídos". |
| Fuerza           | 8                                                |
| Inteligencia     | 9                                                |
| Velocidad        | 2                                                |
| Resistencia      | 6                                                |
| Rango            | 8                                                |
| Coraje           | 5                                                |
| Potencia de tiro | 6                                                |
| Habilidad        | 10                                               |

## Transformers: Generación 1

### Cuatro millones de años atrás
Soundwave, quizás uno de los primeros Decepticons que tuvieron la capacidad de volar, sus tareas entre las filas Decepticon era la del espionaje, su transformación era la de camuflarse en el ambiente como un poste de autopista, mientras su ejército de casetes hacían el trabajo de infiltración, estos casetes eran Rumble, Laserbeak, Buzzsaw, Frenzy, Ravage, Ratbat, Slugfest, Overkill y Autoscout (Al menos estos salieron en la serie animada) Soundwave junto con Shockwave, hacen que Megatron se vuelva el líder Decepticon, el líder que llevará a la victoria a los Decepticons, hasta que Optimus Prime apareció y les ofreció batalla durante más de 4 millones de años, hasta el día en que Cybertron se quedó sin energía, haciendo que los Autobots, liderados por Optimus Prime, fueran a otro planeta en busca de nuevas fuentes de energía. Soundwave, junto a otros Decepticons, acompañó a Megatron para perseguir a los Autobots hacia un destino incierto, que resultó ser el planeta Tierra. Al igual que todos los Transformers quedó en estado de éstasis (suspensión) durante 4 millones de años en la nave Autobot "El Arca", después de un aterrizaje forzoso, hasta el día en que fue reformado y obtuvo su nueva Transformación, un reproductor de casetes portátil

### Años 1984 y 1985 (1.ª y 2.ª temporadas)
Soundwave, en la Tierra, se convirtió en la mano derecha de Megatron, ya que el mismo simbolizaba un solo ejército que nunca fallaba una misión, donde se podía incluir, el primer trabajo de Soundwave en el planeta Tierra, fue el diseñar una nueva nave interestelar para los Decepticons para así poder regresar a Cybertron, una vez todo el energon haya sido extraído del planeta, Soundwave completa su misión rápido, incluyendo la construcción de la nave, la cual es destruida por los Autobots en su primer despegue, la nave se estrella en un océano, a partir de ese momento servirá de cuartel general para las operaciones Decepticons. Desde esta nave y con información obtenida por sus casetes Soundwave reporta a Megatron sobre los nuevos posibles objetivos a atacar o sitios a los cuales se puede extraer energía.
Soundwave, además de proporcionar inteligencia a Megatron, también le sirve de radar ante posibles acercamientos Autobots durante una misión, así mismo Soundwave ha probado ser muy feroz en batalla, con la capacidad de noquear a más de un solo Autobot de manera muy eficiente y rápida. En una oportunidad Soundwave sufre la pérdida de uno de sus casetes, Autoscout, mientras exploraba unos minerales extraños que destruyen todo lo tecnológico. Para 1985, Los Autobots, para contrarrestar la eficacia de Soundwave, reclutan a Blaster, la antítesis de Soundwave y su mayor enemigo. En una oportunidad en la ciudad de Nueva York, Soundwave controla el sonido y la música de la discoteca más popular de la ciudad, pero en la música introduce mensajes subliminales y técnicas de control mental, para que los que escuchan la música sean fieles a los Decepticons, Blaster descubre esto junto con Tracks y Raul un joven humano amigo de Tracks, así que enfrentan a Soundwave y logran destruir el plan de Soundwave.

### Año 2005 (la película de los Transformers 1986)
En el año 2005, Soundwave, junto con la ayuda de Laserbeak, jugó un papel muy importante, ya que Soundwave siempre se mantuvo espiando la base de los Autobots ubicada en una de las lunas de Cybertron, de esta manera los Decepticons se enteraron de la nave espacial Autobot que se dirigía a la tierra, esta nave es luego abordada por los Decepticons, matando a todo sus tripulantes y dándole comienzo a una de las batallas más terribles en la historia de los Transformers. Ya durante la batalla Soundwave interfiere una comunicación Autobot pidiendo ayuda, aunque parte del mensaje llega a las lunas de Cybertron, haciendo que Optimus Prime venga personalmente a la tierra, a luchar a los Decepticons.
Soundwave no tenía ansias de poder pero cuando tenía la oportunidad no la desperdiciaba, aunque era muy fiel a Megatron, sus intenciones Decepticon de conquistar eran tan grandes como las del mismo Starscream, cuando Megatron es destruido por Optimus Prime y lanzado al espacio por Starscream, se autodeclara nuevo líder Decepticon, una decisión que los Constructicon no apoyaron, a su vez Starscream insistió en que él debía tener el mando por razones de Jerarquía. Una batalla comienza entre Soundwave y los Constructicons, pero al final Starscream recibirá el mandato de los Decepticons, para sorpresa de Starscream, Megatron aún no ha muerto, ya que este fue Reformado en Galvatron. Galvatron regresa y asesina al traidor de Starscream (o eso cree), y gana una vez más el poder de los Decepticons, una vez más Soundwave se hace fiel a su antiguo líder y sin nunca contradecir una orden las cumplirá al pie de la letra.

### Año 2006 (3.ª temporada)
Para el año 2006, Megatron ya no existe, Unicron ha sido destruido, y Soundwave, al igual que los demás Decepticons, se encuentra abandonado en el planeta Charr, con pocas reservas de energon, Soundwave es otro de los Decepticons que lucha entre los suyos por un pequeño cubo de energon, hasta la llegada de Galvatron, quien recupera sus tropas. Bajo el mando de Galvatron, Soundwave mantiene mucha de sus funciones, y a diferencia de las demás tropas aún conserva el respeto que tenía Megatron con este. Soundwave forma parte de muchas batallas, y es elemento fundamental en la construcción de unas turbinas en un cometa para ser lanzado contra Metroplex. El plan del cometa es impedido por los Autobots, pero Soundwave y Galvatron descubren un planeta donde hay una civilización que utiliza la armonía de la música como un arma. Soundwave entonces graba esta música y la usa contra los pobladores del planeta y contra los Autobots, un feliz Galvatron entonces viaja a la Tierra con Soundwave para usar la música contra Metroplex, pero de pronto llegan los Autobots entre ellos Blaster y le borran los casetes con la música.
En el espacio, Soundwave aun utiliza sus habilidades de espionaje, las cuales realiza con Ratbat, quien tiene una mayor habilidad en estas condiciones, además que puede meterse en muchos lugares donde Laserbeak no puede, Soundwave revela tener nuevos casetes, Slugfest y Overkill, los cuales son llamados por Primus durante la reunión de los primitivos cuando la aparición de Tornatron, sus Casetes escapan, pero Soundwave se enfrenta a Tornatron y cae víctima de este. Soundwave continúa sus trabajos con Galvatron, se cree que este se encontraba a bordo de la base Decepticon Scorponok justo cuando fue lanzada al espacio infinito por un despliegue de energía plasma.

### Año 2011 (4.ª temporada)
En Transformers Headmasters serie que fue continuada en Japón, que se ambienta en el año 2011, la rivalidad Soundwave y Blaster había aumentado intensamente. Soundwave y Blaster en su enfrentamiento final en el Círculo Ártico, los Autobots y los Decepticons se encontraban en el proceso de búsqueda de los desaparecidos Autobot junto con La Matriz de Liderazgo. Los dos adversarios impactaron y el cuerpo de Soundwave explotó incluso como Blaster se derrumbó ya que ambos murieron. Los fragmentos de Soundwave fueron recuperados por sus simbióticos. Utilizando la tecnología de reconstrucción del planeta Maestro, el líder de los Headmasters Decepticons, Zarak reconstruye y resucita como Soundwave como Soundblaster.

## Beast Wars
En Beast Wars aparece otro personaje con el mismo nombre, perteneciente al subgrupo de Mutantes (bestias que se transformaban en bestias). Es un lagarto que se transforma en un murciélago biomecánico. Solo apareció como figura, pero no en la serie de TV.
También se puede ver por solo 2 segundos tirado en el suelo, por la gran guerra, mientras Megatron se paseaba por allí pensando en voz alta.

## Beast Machines
En Beast Machines se le puede ver brevemente a Soundwave salvar a Nightscream al empujarlo por una alcantarilla para evitar que le toque el rayo anti-conversión de Megatrón (un gesto muy noble).

## Transformers: Cybertron
El personaje Soundwave, realiza una nueva aparición en la serie animada de Transformers: Cybertron (2006), es un habiatnte del planeta X y enemigo de los habitantes del planeta Gigantion. Tenía la capacidad de transformarse en un avión bombardero Stealth, estilo F-117, junto con Sideways luchan una batalla secreta contra Decepticons y Autobots por igual.

## Transformers Animated
En el episodio "Mucho Sonido y Pocas Nueces" de Transformers Animated, Soundwave es creado cuando Megatron, cuyo cuerpo está destruido, construye un pequeño robot (que se ve como una versión "chibi" del Soundwave G1) y consigue que se lo regalen a la humana Sari Sumdac. El plan de Megatron es que Sari use su llave (que tiene el poder de la Allspark) para mejorar su "juguete" nuevo y convertirlo en un robot que sirva como nuevo cuerpo de Megatron. El problema es que la llave le da vida a Soundwave, así que Megatron decide que si no puede ser su cuerpo, será su subordinado. Megatron manipula a Soundwave (que ahora es más grande y poderoso) para que inicie una revolución de las máquinas, pero Soundwave es derrotado por el Autobot Bulkhead.
En esta versión Soundwave se transforma en una camioneta de equipo musical. La figura venía con una nueva versión de Laserbeak, que se transformaba en guitarra, pero Laserbeak no aparece en "Sound and Fury".
Soundwave reaparece en el episodio de la tercera temporada "Humanidad Error". Esta vez aparece acompañado por Laserbeak (guitarra) y Ratbat (teclado).Con los Autobots fuera de servicio, Soundwave procedió a llevarlos al sótano, donde trató de lavarles el cerebro a tomar en su ideología como Decepticons por su inclusión en un programa virtual en forma humana. Sari reclutó la ayuda de Scrapper, Snarl y Wreck-Gar para luchar contra los Autobots, Sari pudo liberar a sus amigos ya que Soundwave no podía controlar a todos los Autobots a la vez, tras esto Optimus forzó a Lazerbeak a transformarse en modo Guitarra, tras un duelo de Guitarras, Soundwave fue destrozado junto con Ratbat por Optimus utilizando el modo de guitarra Laserbeak como un hacha improvisada. Tras esto Lazerbeak, tomó el núcleo de Soundwave y escapó, tras esto es desconocido que pasó con ambos, es uno de los Decepticons en paradero desconocido como Laserbeak, Ratbat, Waspinator, Dirge, Blackarachnia, Los Constructicons, Skywarp y Thundercracker.

## Transformers Prime
Se transforma en una aeronave tipo MQ-9 Reaper, con sus brazos siendo las alas de su modo alterno, por lo que son muy delgados. De acuerdo a su biografía, Soundwave utiliza "extensiones" (deployers) que despliega de su pecho (una de ellas es similar a Ratbat, uno de los casetes que utiliza en Transformers G1, aunque aquí fue nombrado Laserbeak por los productores), además de una serie de tentáculos mecánicos (que usa para hackear, descargar o introducir información). Es el seguidor más leal a Megatron y desconfía de Starscream (aunque pretende ayudarlo y seguir sus órdenes), salvando a Megatron de las intrigas de Starscream en varias ocasiones. Soundwave puede hablar, pero él ha decidido no hacerlo. En lugar de eso utiliza grabaciones para comunicarse. En el episodio 26, "One Shall Rise, part 3", Soundwave se opone al plan de Airachnid de abandonar a Megatron en la Tierra y continuar la campaña Decepticon bajo un nuevo líder y entabla un duelo con ella, en el que pronto demuestra su superioridad y la derrota sin mucho esfuerzo.

## Películas de acción real

### Transformers: la venganza de los caídos
Su modo alterno es un satélite cybertroniano. Consigue datos para los Decepticons; nunca se le ve en forma robot y no baja a la Tierra a pelear por lo que está intacto.

### Transformers: el lado oscuro de la luna

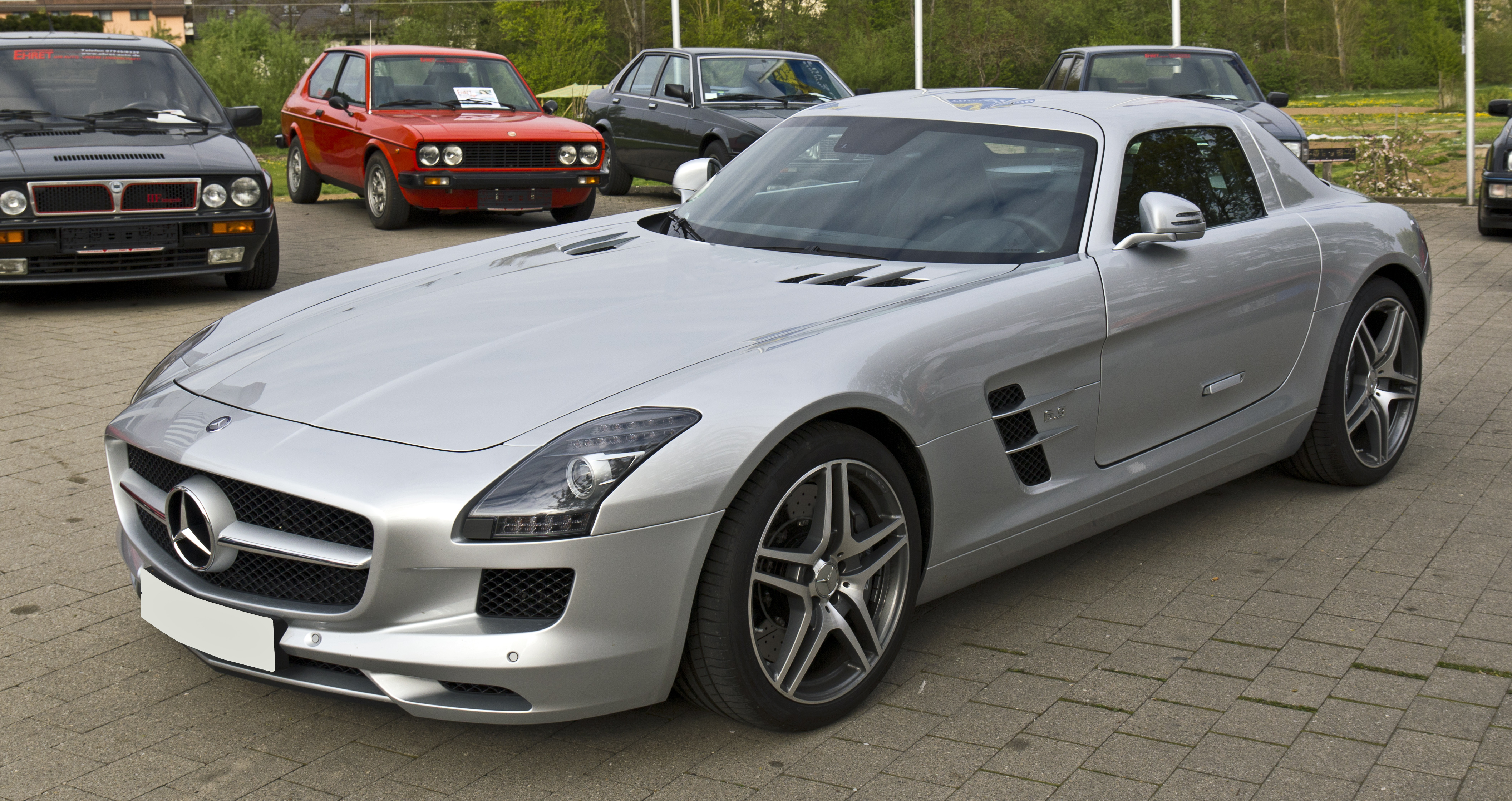
Soundwave es un Mercedes-Benz SLS AMG en El lado oscuro de la luna.

Soundwave reaparece en la tercera entrega como un Mercedes-Benz SLS AMG, su primera aparición fue en África junto con Starscream y Megatron, luego aparece en la Mansión de Dylan Gould, un humano que está al servicio de los Decepticons, Carly estaba como invitada en una fiesta en la que Dylan organizó para capturarla a Carly y extorsionar a Sam Witwicky. Sin embargo Sam Witwicky aparece en la mansión de Dylan a recoger a Carly, este sin saberlo Dylan Gould le preparó una trampa en la que Soundwave (camuflado en modo vehículo) captura a Carly con la finalidad de extorsionar a Sam para saber si los Autobots preparaban algún plan de ataque Dylan Gould le coloca a Sam Witwicky un ciempiés robot en modo alterno de reloj para saber si Sam intenta hacer un movimiento en falso ya que si no cumple esos requisitos Dylan y los Decepticons atentarían contra la vida de su novia Carly.
Soundwave luego aparece en compañía de Barricade y 5 Drones Decepticons tomando de prisioneros a Ratchet, Sideswipe, Dino/Mirage, Bumblebee y Que/Wheeljack en ese momento Soundwave decide ejecutar a todos los Autobots, el primero que resultó en ser ejecutado fue Que/Wheeljack a manos de un Drone Decepticon que lo deja a un paso para la muerte luego Barricade le da el tiro de gracia rematándolo de un disparo en la cabeza burlándose cruelmente de su muerte, en ese momento Bumblebee iba a ser el siguiente en ser ejecutado, poco tiempo después Barricade se retira del campo de ejecución para ayudar a Shockwave, Wheelie y Brains estaban inestabilizando un Crucero de Batalla Decepticons para destruirlo, casualmente le salvaron la vida a Bumblebee debido a que al inestabilizar el Crucero de Batalla Decepticon empezó a expulsar Jets Fighters que tenían a bordo desplomandonse encima de un Drone Decepticon y al costado de Soundwave y los otros 4 Drones Decepticons, este corto plazo en el que Soundwave y los Drones Decepticons se sintieron estancados, Bumblebee sin pensarlo utilizó esta circunstancia para liberarse de la ejecución matando a un Drone Decepticon de un disparo en la cabeza. Luego golpea sin cesar a Soundwave terminando con su vida, disparándole primero en la pierna para luego, en venganza de su amigo Que/Wheeljack, darle un fuerte tiro que le destrozó la cabeza.

### Transformers: el último caballero
Cuando Viviane Wembley fue secuestrada por Hot Rod, comentó que su captor sería un Transformer famoso, como Shockwave o Soundwave, tal vez desconocen que ambos Decepticons habían muerto. Hot Rod replicó que era más impresionante que cualquiera de ellos. 

### Bumblebee
Soundwave se ve en Cybertron junto con Shockwave y Starscream al mando de los Decepticons en la guerra contra los Autobots. Aparentemente logra capturar Optimus Prime con la ayuda de un pequeño ejército y Ravage y luego Prime escapa de ellos.